# نادر رجب
نادر رجب (مواليد 12 سبتمبر 1992، لاعب كرة قدم إماراتي يجيد اللعب حارس مرمى.
لعب سابقاً مع نادي الشباب و إنتقل إلى نادي اتحاد كلباء في عام 2017 و وقع مع نادي الحمرية في عام 2018 .